# Cheumatopsyche infascia
Cheumatopsyche infascia är en nattsländeart som beskrevs av Martynov 1934. Cheumatopsyche infascia ingår i släktet Cheumatopsyche och familjen ryssjenattsländor. Inga underarter finns listade i Catalogue of Life.